# Мрежниця
45°27′56″ пн. ш. 15°33′57″ сх. д. / 45.46556° пн. ш. 15.56583° сх. д.
Мрежниця (хорв. Mrežnica Мрежніца) — річка в Хорватії, ліва і найбільша притока річки Корана (басейн Сави, відтак Дунаю та Чорного моря).
Довжина річки — 63 км, пересічний показник витрат води — 45 м³/c, площа басейну — 64 км².

## Географія протікання
Мрежніца бере початок у горах Ліки трохи західніше від міста Слунь. У верхів'ї річковий потік гірський характер, у руслі — численні водоспади і пороги. Мрежниця майже завжди тече на північ паралельно Корані (на сході) і Добрій (на заході). Великих приток немає. 
У пониззі річковий характер — спокійніший. За декілька кілометрів до гирла Мрежниця протікає повз місто Дуга Реса, нижче впадає в Корану на території міста Карловаця, сама Корана ще через 4 кілометри, також у межах Карловаця, впадає, в свою чергу, в Купу. 
У Мрежниці чиста вода, багата на рибу, зокрема в ній водяться щуки та лососеві. Тому річка має популярність у любителів рибної ловлі та активного відпочинку.